# Balebergens nationalpark
Balebergens nationalpark är en nationalpark i regionen Oromia i sydöstra Etiopien. Nationalparken, som instiftades 1970, täcker omkring 2 200 km² av Balebergen väster och sydväst om Goba i zonen Bale. Inom området finns några av Etiopiens högsta bergstoppar, däribland Batu.
Balebergen har tre tydliga ekoregioner; det norra slättlandet med buskvegetation och skogar; den centrala Sanettiplatån med en medelhöjd på över 4 000 meter och den södra Harennaskogen, känd för sina däggdjur, groddjur och fåglar däribland många endemiska arter. På Sanettiplatån finns ovanliga och utrotningshotade etiopiska vargen.
Den utrotningshotade afrikanska vildhunden fanns tidigare i nationalparken (isolerade flockar rapporterade på 1990-talet), men kan nu få svårt att överleva på grund av det mänskliga befolkningstrycket i regionen.
Som med andra nationalparker i Etopien finns det risk att lokalbefolkningen flyttar in och bosätter sig inom nationalparkens område. I oktober 2002 rapporterades att nära 20 000 människor tagit sig från Mirab Hararghe, Misraq Hararghe och Arsi och in i parken, där man är rädd att deras närvaro kommer att intensifiera miljöförstöringen och öka riskerna för smittsamma sjukdomar.
År 2008 sattes Balebergens nationalpark upp på Etopiens förhandslista (tentativa lista) över planerade världsarvsnomineringar och år 2023 utsågs nationalparken till världsarv av Unesco.